# Bruno de Almeida
Bruno de Almeida (Paris, 11 de Março de 1965) é um cineasta e compositor Português.

## Biografia
Bruno de Almeida nasce em Paris em 1965. Começa a carreira artística como músico e compositor, em Lisboa, no início dos anos 80. Toca guitarra eléctrica em bandas de jazz e compõe para coreografias de Francisco Camacho, Vera Mantero, Mónica Lapa e Paulo Ribeiro. Em 1982 é um dos membros fundadores do grupo de fusão Contrabanda.
Em 1985 muda-se para Nova Iorque e integra a banda Graham Haynes & No Image com a qual actua no mítico the Knitting Factory. Toca também na banda de Saheb Sarbib e cria um duo de música experimental com o trompetista Graham Haynes explorando o recurso à electrónica e vídeo.
A partir de 1988 dedica-se ao cinema. Estuda e trabalha no Film/Video Arts como director de fotografia e montador e, em 1990, abre a sua produtora Arco Films. Em 1991, realiza o vídeo-concerto Amália Rodrigues, Live in New York City filmado no Town Hall de Nova Iorque. O vídeo passa na RTP e é editado na Europa pela EMI-Valentim de Carvalho e nos  EUA pela Whitestar. Em 1992, realiza para o Canal 2 um filme sobre a peça de Francisco Camacho, O Rei no Exílio, iniciando uma colaboração com o coreógrafo que mantém até hoje.
Em 1993, a sua primeira curta-metragem de ficção, A Dívida (The Debt), ganha o prémio da melhor curta-metragem na Semana da Critica do Festival de Cannes bem como prémios em festivais na Itália, Espanha, Grécia, Finlândia, Mónaco, Portugal e Estados Unidos. O filme participa em 85 festivais de cinema, é distribuído comercialmente antes de uma longa-metragem e passa em vários canais de televisão europeus incluindo o Canal +, BBC, Telepíu e ZBF e, nos Estados Unidos, no Bravo e Independent Film Channel.
Continuando a colaboração com Amália Rodrigues, em 1994, realiza a série documental de cinco horas Amália, uma estranha forma de vida sobre a vida e carreira da artista. Este mega-documentário passa na RTP em 1995 e no canal francês Muzzik em 1996. Uma caixa de luxo em VHS é editada pela Valentim de Carvalho em 1995 e posteriormente em DVD.
Em 1997, roda a sua primeira longa-metragem, Em Fuga (On the Run), com Michael Imperioli e John Ventimiglia (da série The Sopranos) nos principais papéis, com argumento de Joe Minion (escritor do Nova Iorque Fora de Horas). Em 1999, o filme ganha o prémio de melhor filme no Festival de Cinema de Ourense, em Espanha, é nomeado para o prémio da Critica no Festival de Cinema de Paris e para um Open Palm nos Gotham Awards, em Nova Iorque, no ano seguinte. O filme é distribuído comercialmente em vários países europeus e nos Estados Unidos estreando no Tribeca Cinema em Nova Iorque. É editado em DVD nos Estados Unidos, e passa no Independent Film Channel tornando-se um filme de culto.
Em 1999, Bruno de Almeida realiza a sua segunda longa-metragem, The Art of Amália, uma versão em película de 90 minutos da série sobre Amália Rodrigues. É um grande sucesso nos Estados Unidos em 2000 ficando em cartaz durante 8 meses. O documentário é visto em televisão nos Estados Unidos, França e Portugal, e distribuído em DVD pela EMI Music onde atinge dupla platina em Portugal nas primeiras duas semanas da edição.
Bruno de Almeida parte para o México em 2003 onde filma John Sayles: Beyond Borders um documentário sobre o cineasta independente norte-americano John Sayles e sobre o tema da adopção de crianças na América do sul. O filme passa no Independent Film Channel e na PBS nos Estados Unidos.
Em 2004, realiza a sua terceira longa, O Candidato Vieira, um documentário sobre a candidatura do músico Manuel João Vieira à presidência da República, bem como o vídeo concerto comemorativo dos vinte anos da banda Ena Pá 2000. Os dois filmes são editados num DVD duplo pela Valentim de Carvalho e passa na SIC numa noite especial dedicada a Manuel João Vieira. A colaboração com Vieira continua e o realizador prepara um novo filme sobre trabalho do multifacetado artista.
Em 2005, Bruno de Almeida realiza um filme de 75 minutos para a peça Evil-Live-Live-Evil de Francisco Camacho. O filme é projectado no palco da peça que estreia no Festival Internacional de Dança Contemporânea, A Sul, e passa depois no Festival Temps D'Image, na Culturgest em Lisboa.
Em 2006, The Collection, a sua quarta longa-metragem é uma colecção de 24 história criadas com um grupo de actores e escritores de Nova Iorque ao longo de quatro anos a partir de um projecto desenvolvido no site da Arco Films onde as 24 histórias são mostradas online à medida que vão sendo produzidos. O elenco inclui John Ventimiglia, Drena De Niro, Anthony Zaccaro, Sharon Angela, John Frey e Michael Buscemi, entre outros. O filme é editado em DVD em pela Midas Filmes.
Bruno de Almeida realiza também diversos projectos para televisão, tanto nos Estados Unidos como em Portugal. Entre 2000 e 2004, é realizador residente no canal Americano Independent Film Channel e dá aulas de cinema na NYU e na New School em Nova Iorque.
Em 2007, realiza, co-escreve o argumento e produz The Lovebirds, um filme rodado em Lisboa com um elenco internacional que inclui Michael Imperioli, Ana Padrão, Joaquim de Almeida, John Ventimiglia, Nick Sandow, Drena De Niro, Marcello Urgeghe, Fernando Lopes, Rogério Samora, John Frey, Cleia Almeida, Filipe Vargas e Dmitry Bogomolov. Apresentado na abertura do Lisbon Village Festival, em Junho de 2007, o filme estreia em sala no Inverno de 2008 e ganha o prémio especial do Júri no Fantasporto e os prémios de melhor realizador e melhor argumento no Festival Internacional de Ourense, em Espanha.
Em 2008 realiza e produz 6=0 Homeostética, um documentário sobre a homeostética, um movimento artístico surgido no início dos anos 1980 constituído por Pedro Proença, Manuel João Vieira, Pedro Portugal, Ivo, Fernando Brito e Xana. O filme ganha o prémio de menção especial no DocLisboa em 2008, passa na RTP 2 e é editado em DVD pelas Midas.
Em 2009, realiza e produz Bobby Cassidy, Counterpuncher, um documentário de longa-metragem sobre o pugilista nova-iorquino Bobby Cassidy. O filme estreia no Doclisboa de 2009 e tem distribuição comercial da Medeia Filmes em Portugal. Passa depois na RTP 2 e é editado em DVD.
Em 2010, cria juntamente com Tó Trips e Pedro Gonçalves (dos Dead Combo) a performance-multimédia Esse Olhar Que Era Só Teu um filme-concerto que explora a imagem icónica de Amália Rodrigues usando excertos manipulados de imagens e sons. A primeira apresentação pública é no Festival de Curtas de Vila do Conde, em Junho 2010. Uma instalação desse projecto é exibida no CCB/Museu Berardo. Nesse mesmo ano colabora com Francisco Camacho criação da peça RIP que apresentam no Centro Cultural de Belém em Novembro de 2010.
Em 2012, realiza o filme Operação Outono um thriller político sobre o brutal assassínio de Humberto Delgado executado pela em 1965 Pide. Produzido por Paulo Branco, o argumento é escrito por Bruno de Almeida em colaboração com Frederico Delgado Rosa, neto e biógrafo de Humberto Delgado e baseado no seu livro. Contando com um elenco que inclui John Ventimiglia, Ana Padrão, Carlos Santos, Nuno Lopes, Marcelo Urgeghe, Diogo Dória, entre outros, estreia nas salas e é mostrado em vários festivais internacionais. O actor Carlos Santos ganha o prémio de melhor actor de cinema na SPA e o prémio Sophia para melhor actor. Bruno de Almeida, Frederico Delgado Rosa e John Frey ganham o prémio Sophia para melhor argumento adaptado. Operação Outono é também visto na RTP, como uma série de dois episódios, e editado em DVD pela Leopardo Filmes.
Bruno de Almeida é convidado por Guimarães 2012, Capital Europeia da Cultura para realizar uma média-metragem na cidade que resulta em A Palestra, uma comédia negra com John Frey, Ana Padrão, Marcello Urgeghe, entre outros. O filme estreia em Guimarães em 2013 e passa no Indie Lisboa nesse ano.
Em 2014 realiza Fado Camané, uma longa-metragem documental sobre o cantor. O filme explora o processo de criação de uma das obras essenciais do fado e centra-se na relação de Camané com o compositor e produtor José Mário Branco e a poeta Manuela de Freitas. Estreia no Doclisboa a 17 de Outubro de 2014 e nos cinemas a 23 de Outubro, distribuído pela NOS Lusomundo.
Em 2018 estreia o seu filme Cabaret Maxime com Michael Imperioli, Ana Padrão, John Ventimiglia, David Proval e Manuel João Vieira entre muitos outros. O filme é distribuído em Portugal em 2018 e nos EUA em 2020. Cabaret Maxime ganhou vários prémios incluindo o de melhor filme e melhor actriz (Ana Padrão) nos Prémio Autores SPA 2019; o grande prémio, melhor Realizador, melhor actor Secundário, melhor direcção de Arte e melhor banda sonora no Festival Caminhos do Cinema Português 2018. Ganhou ainda o prémio Sophia de melhor banda sonora para Manuel João Vieira em 2019. Está disponível nas plataformas digitais, televisão e DVD em Portugal e nos EUA.
O primeiro disco de Bruno de Almeida como compositor, Cinema Imaginado (Volume 1), produzido pela BA Music, foi lançado a 25 de Março 2022 nas plataformas digitais e em CD, com reedição em vinil em Janeiro de 2023. Conta com a participação de 30 músicos, como o trompetista norte-americano Graham Haynes, o saxofonista Ricardo Toscano e o baixista Mário Franco. O volume 2 saiu em Janeiro de 2023, com cerca de 20 colaborações, incluindo aqueles músicos e, entre outros, Tó Trips, dos Dead Combo. O volume 3 foi lançado em 2024. 

## Filmografia
| Year | Title                                          |
| ---- | ---------------------------------------------- |
| 1990 | Anti Glamour                                   |
| 1991 | Amália Rodrigues, Live in NYC                  |
| 1992 | O Rei no Exílio                                |
| 1993 | A Dívida                                       |
| 1995 | Amália - Uma Estranha Forma de Vida (Série TV) |
| 1999 | On the Run                                     |
| 1999 | The Art of Amália                              |
| 2003 | Beyond Borders: John Sayles in Mexico          |
| 2004 | Ena Pá 2000, 20 anos a pedalar na bosta        |
| 2004 | O Candidato Vieira                             |
| 2005 | Live/Evil - Evil/Live                          |
| 2005 | The Collection                                 |
| 2007 | The Lovebirds                                  |
| 2008 | 6=0 Homeostética                               |
| 2009 | Bobby Cassidy: Counterpuncher                  |
| 2010 | RIP                                            |
| 2010 | Esse Olhar Que Era Só Teu                      |
| 2012 | Operação Outono                                |
| 2013 | A Palestra                                     |
| 2014 | Fado Camané                                    |
| 2018 | Cabaret Maxime                                 |

## Discografia
| Year | Title                       |
| ---- | --------------------------- |
| 2022 | Cinema Imaginado (Volume 1) |
| 2023 | Cinema Imaginado (Volume 2) |
| 2024 | Cinema Imaginado (Volume 3) |